# Alfons Frederic d'Aragó
Alfons Frederic d'Aragó (Anfós Frederic, en les fonts clàssiques), fill bastard de Frederic II de Sicília, fou vicari general de la Companyia catalana d'Orient entre els anys 1317 i 1330 (Catània, Sicília, 1294 - ?, d. 1338).
Es va criar a la cort catalana del seu oncle Jaume el Just i el 1317 fou nomenat vicari per Guillem II del ducat d'Atenes. El mateix any 1317 es va casar amb Marulla de Verona, filla de Bonifaci de Verona, que li va aportar en dot Egina i part de l'illa de Negrepont (actualment Eubea), en concret la senyoria de Carist. Marulla va morir el 1326.
El 1319 va negociar una treva entre la Corona d'Aragó i la República de Venècia que va ajudar en l'expansió dels territoris annexionats. Així doncs, la Companyia va conquerir diverses parts de Neopàtria que foren unides al ducat d'Atenes. El 1330 se li va reconèixer el comtat de Malta i Gozo.
Alfons va morir el 1338, després d'haver tingut set fills: 
- Simona (casada amb Jordi II Ghisi)
- Joana
- Pere Frederic d'Aragó
- Jaume Frederic d'Aragó
- Guillem (senyor d'Estiri i castellà de Livàdia)
- Bonifaci Frederic d'Aragó (senyor d'Egina, Piada i Carist 1359-1376)
- Joan (senyor de Salamina), mort el 1366, casat amb Marulla Zacaries de Bodonitza.